# 2021-es magyar teniszbajnokság
A 2021-es magyar teniszbajnokság a százhuszonkettedik magyar bajnokság volt. A bajnokságot szeptember 19. és 25. között rendezték meg Szegeden.

## Eredmények
| Versenyszám  | Arany                                                              | Arany | Ezüst                              | Ezüst | Bronz                                                                                                | Bronz |
| ------------ | ------------------------------------------------------------------ | ----- | ---------------------------------- | ----- | --- | ----- |
| Férfi egyéni | Valkusz Máté Győri AC                                              |       | Nagy Péter MTK                     |       | Bíró André Győri ACVelcz Zsombor Match-Point TC                                                      |       |
| Női egyéni   | Tóth Amarissa Kiara MTK                                            |       | Szabanin Natália MTK               |       | Drahota-Szabó Dorka Sportmánia EgyesületNagy Adrienn MTK                                             |       |
| Férfi páros  | Marozsán Fábián, Nagy Péter Győri AC, MTK                          |       | Bíró André, Valkusz Máté Győri AC  |       | Gubi Trisztán, Mészáros Patrik Tenisz Műhely, Vasas SCBoros Attila, Sávay Zalán Sándor Vasas SC      |       |
| Női páros    | Drahota-Szabó Dorka, Tóth Amarissa Kiara Sportmánia Egyesület, MTK |       | Nagy Adrienn, Szabanin Natália MTK |       | Matkó Réka, Varga Viktória Future TT, Marso TC Molnár Kitti, Semperger Ivett Rebeka MTK, Budaörsi SC |       |